# میسل (شهر)
مسل (به آلمانی: Messel) یک شهر در آلمان است که در دارمشتات-دیبورگ واقع شده‌است. مسل ۳٬۹۲۸ نفر جمعیت دارد.